# Victor E. van Vriesland
Victor Emanuel van Vriesland (27 octobre 1892, Haarlem - le 29 octobre 1974 à Amsterdam) est un écrivain et critique néerlandais . Il a reçu en 1958 le Prix Constantijn Huygens et le Prix P.C. Hooft en 1960. De 1962 à 1965 van Vriesland a été président de PEN club, l'association mondiale d'écrivains.